# 재니스 룰
재니스 룰(Janice Rule, 1931년 8월 15일 ~ 2003년 10월 17일)은 미국의 배우이다.

## 출연 작품
- 아메리칸 플라이어 (1985)
- 의문의 실종 (1982)
- 유물 (1978)
- 세 여인 (1977)
- 키드 블루 (1973)
- 검슈 (1971)
- 애증의 세월 (1968)
- 사이렌서 잠복 부대 (1967)
- 체이스 (1966)
- 알바레즈 켈리 (1966)
- 최후의 총잡이 (1964)
- 도망자 (1963)
- 사랑의 비약 (1958)
- 스타리프트 (1951)
- 14시간 (1951)